# 聖戰奇兵
《聖戰奇兵》（英語：Indiana Jones and the Last Crusade）是1989年的奇幻冒險電影，由史蒂芬·史匹柏執導，喬治·盧卡斯擔任故事編劇，為《印第安納瓊斯》系列的續集電影。哈里遜·福特三度飾演考古學教授兼探險家印第安納·瓊斯（Indiana Jones），片中加入了由史恩·康納萊飾演的印第安納·瓊斯的父親，並敘述了少年時期的印第安納·瓊斯（由瑞凡·費尼克斯飾演）。

## 劇情簡介
考古學教授印第安纳·琼斯的父親亨利·琼斯教授，因為研究並尋找傳說中的耶穌聖杯而失蹤。由於德國納粹黨也要奪取有神奇力量的聖杯，印第安纳·琼斯和父親必須在納粹德國軍隊追殺下冒險死裡逃生。最终两者空手而归，但只有琼斯父子捡回了性命。

## 演員
| 演員               | 角色                                 | 简介 |
| ------------------ | ------------------------------------ | --- |
| 哈里遜·福特        | 印第安纳·琼斯博士 Dr.Indiana Jones   | 主角，考古学家，不喜欢别人叫他“二世”。 |
| 里弗·菲尼克斯      | 印第安纳·琼斯博士 Dr.Indiana Jones   | 十三岁的印第安纳。 |
| 肖恩·康纳利        | 亨利·琼斯教授 Professor Henry Jones  | 安纳·琼斯的父親，因為研究並尋找傳說中的耶穌聖杯而失蹤。 |
| 亚历克斯·海德-怀特 | 亨利·琼斯教授 Professor Henry Jones  | 青年的亨利·琼斯。 |
| Kevork Malikyan    | 卡西姆 kazim                         | 土耳其籍的男子，十字劍兄弟會成員，拜占庭王儲的後裔，同時也是聖杯的守護者，為了守護聖杯於哈塔伊帶著兄弟會成員與多诺万、哈塔伊兵及納粹士兵交戰，並在激戰中陣亡。 |
| Robert Eddison     | 聖杯騎士 Grail Knight                | 古老的聖杯守護者，於好幾百年前死守著聖殿。 |
| 迈克尔·伯恩        | 科洛内尔·沃格尔 Colonel Vogel        | 納粹党員，党卫队旗队领袖。 |
| 朱利安·格洛弗      | 沃尔特·多诺万 Walter Donovan         | 博物馆收藏家，委托印第安纳·琼斯去寻找圣杯。为了得到圣杯投靠纳粹，背叛自己的国家，最終選到假聖杯而死。                                                          |
| 艾莉森·杜迪        | 艾尔莎·施耐德博士 Dr. Elsa Schneider | 奧地利考古學家，為納粹工作而潛伏在印第安纳·琼斯身邊。結局時因試圖將圣杯带出圣殿而導致圣殿的倒塌，最終掉進深淵之中，生死不明。                                  |
| 德诺姆·艾略特      | 马库斯·布罗迪博士 Dr. Marcus Brody   | 琼斯在大学的同事，亨利·琼斯的好友。精通多國語言但性格有些迷糊，因而遭到納粹狹持。                                                                              |
| 约翰·里斯-戴维斯   | 萨拉赫 Sallah                        | 琼斯博士的帮手，来自埃及的考古爱好者，协助琼斯找寻圣杯的下落，性格开朗，擅长挖掘，被称作“埃及最好的挖掘机”。                                                   |
| 迈克尔·谢尔德      | 阿道夫·希特勒 Adolf Hitler           | 客串角色，納粹德國總理，在琼斯博士的日记上簽下大名。 |

## 獎項記錄
該片入圍第62届奥斯卡金像奖的3項大獎，拿下其中的最佳音效剪輯獎，並榮獲雨果獎最佳戲劇片。

## 外部連結
- IndianaJones.com, 喬治·盧卡斯的印第安纳·琼斯網站
- The Indiana Jones Wiki （页面存档备份，存于）印第安纳·琼斯迷的網站
- 互联网电影数据库（IMDb）上《聖戰奇兵》的资料（英文）
- 爛番茄上《聖戰奇兵》的資料（英文）
- 豆瓣电影上《聖戰奇兵》的資料 （简体中文）
- Box Office Mojo上《聖戰奇兵》的資料（英文）
- AllMovie上《聖戰奇兵》的资料（英文）
- Metacritic上《聖戰奇兵》的資料（英文）